# Domonkos-rend
A Domonkos-rend  vagy dominikánus rend (latinul Ordo Fratrum Praedicatorum, azaz magyarul Prédikátor Testvérek Rendje)  vagy Szent Domonkos-rend (közkeletű magyar nevén dömés rend, dömések) III. Honoriusz pápa által 1216-ban szentesített prédikáló- és koldulórend. A prédikálás meggyőző erejében hívő Szent Domonkos alapította egy évvel korábban, 1215-ben Toulouse-ban.
Az evangélium prédikálására és az eretnekség felszámolására létrehozott rend az európai késő középkor szellemi életének élvonalába került. Több neves teológus, filozófus és misztikus került ki belőle. Tagjai egyben az inkvizíció legfőbb irányítói, az eretneküldözés élharcosai lettek, egészen a jezsuita rend megalakulásáig. Népnyelven Domini canes, azaz az Úr kutyái néven is hívták őket. Szt. Domonkos alapján: „Ahol nincs foganatja az áldásnak, ott csak az ütleg használ.”
Első szabályzatuk szerint a domonkosoknak (dominikánusoknak) nem lehetnek sem egyéni, sem közösségi vagyontárgyaik, és koldulással tartják fenn magukat.

## Történetük, tevékenységük

### Középkor

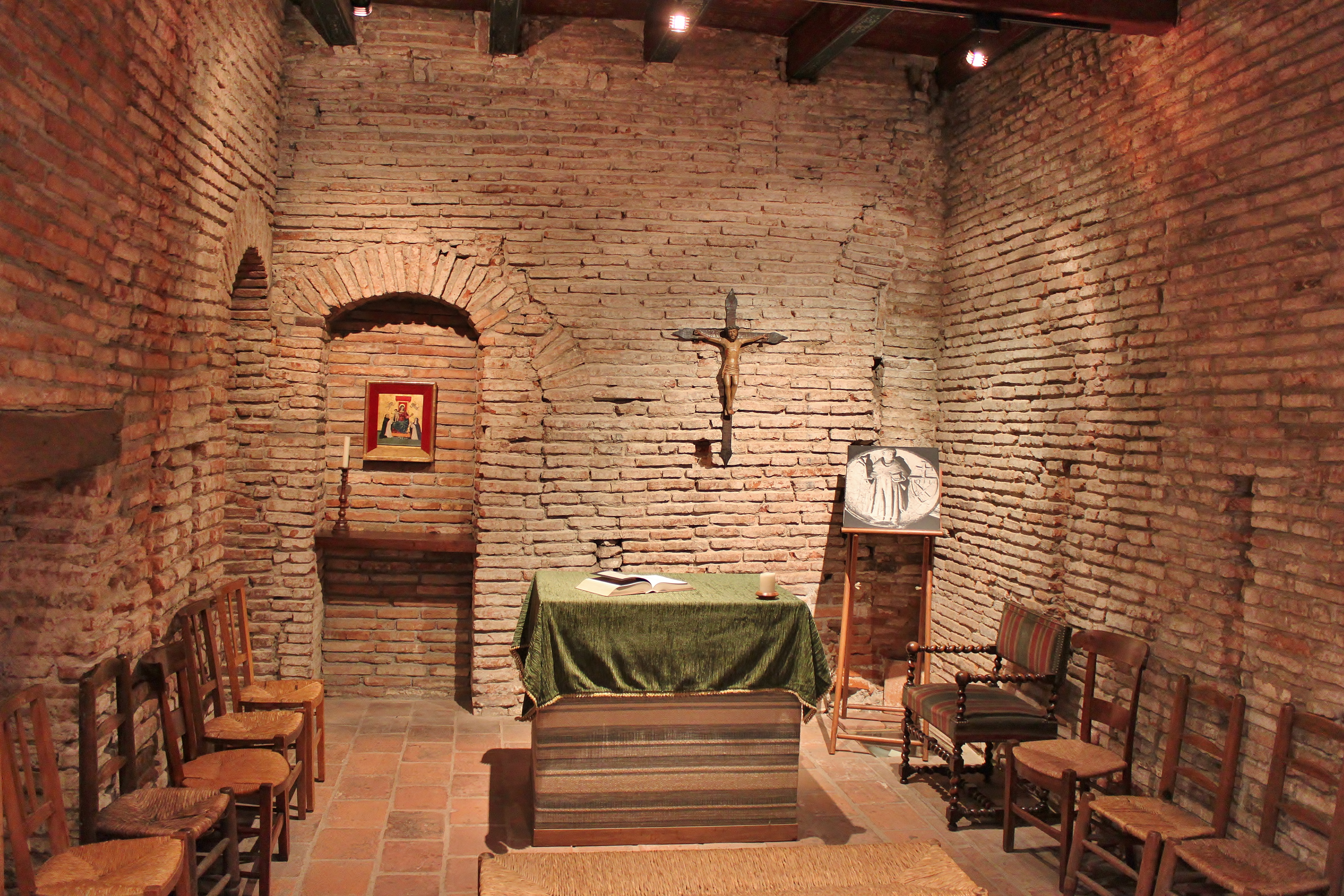
Domonkos toulouse-i szobáját (maison Seilhan) tekintik a rend születése helyének

Szent Domonkosnak a toulouse-i maison Seilhanban található szobáját tekintik a rend születése helyének.
Az előkelő Guzmán-családból származó  Domonkos három testületet alapított :
- 1206-ban a Toulouse melletti Prouille-ban a szerzet női ágát, a Domonkos-apácák rendjét,[9][10]
- 1215-ben a prédikátorok rendjét,[9]
- 1220-ban egy harmadrend is szerveződött,[11] amelynek feladata az eretnekek elleni küzdelem és az egyház vagyonának – ha szükséges – fegyverrel is történő megvédése (militia Jesu Christi = J. Krisztus hadserege).[12]

Pápai engedéllyel mindenütt prédikálhattak, a pápa udvarában a Magister palatii  domonkos lett. Tevékenységük és hivatásuk a katolikus keresztény hit védelme és terjesztése, amit oktatással, igehirdetéssel és prédikálással érnek el. Mindez a keresztény tanítások mély ismeretét követeli meg, ezért a domonkosok tanintézményeket nyitottak a nagyobb városokban, és azokban képezték rendjük tagjait is. Jelentős szerepet töltöttek be a teológia terén; tagjai sorából került ki Aquinói Tamás is.
Még az alapító életében eljutottak Németországba, Magyarországra, Angliába és Skandináviába, és a 13. század végén már több mint ötszáz konventet számláltak.
Első kolostoraik Toulouseban (St.-Romain), Rómában (St.-Sabino) Párizsban (St.-Jaques), Bolognában (St.-Nicolao) alakultak. A 13. század végén már minden nagyobb városban volt egy domonkos kolostor. 1303-ban a rendtagok száma elérte a 10 ezret.
Kézműves vagy ápolói munkát nem végeztek, a házi munkák elvégzésére is laikus testvéreket alkalmaztak.
Dél-Franciaországban felléptek a katharok, az Ibériai-félszigeten és máshol a mórok és a zsidók ellen. Térítést folytattak az észak- és kelet-európai pogányok között is, továbbá a Földközi-tenger keleti részén.
Tudásuk és képzettségük okán többnyire a domonkosok közül kerültek ki az inkvizítorok. Ezzel a rend alapítójának munkásságát folytatták: az albigens keresztes háborúban és utána Szent Domonkos vezette az eretnekek ügyeit kivizsgáló bírósági eljárásokat, amelyeken az áttérni nem hajlandó katharokat és más „eretnekeket” máglyahalálra ítélték, vagyonukat pedig elkobozták. A „piszkos munkát” (végrehajtást) a világi hatalom intézte.
A 14–15. században csökkent a rendtagok száma és meglazult a fegyelem, főleg a szegénység és a lelki élet tekintetében.
A középkor végén Tomás de Torquemada (Torquemada Tamás) 1481–1498 közötti spanyol főinkvizítor is Domonkos-rendi pap volt.
A 15. század első felében V. Márton pápa megengedte kolostoraiknak a birtokszerzést, de az egyes rendtagoknak továbbra is vagyontalanoknak kellett maradniuk.

### Újkor
Az Újvilág megtérítését 1510-ben kezdték el, de rengeteg véráldozatot követelt. A Szent Keresztről nevezett első gyarmati tartomány Santo Domingo székhellyel létesült. Itt 1538-tól már domonkos egyetem is működött.
Európában a reformáció nagy csapást mért erre a rendre is, Észak- és Közép-Európában megszűnt a rend, s ugyanez történt görög földön és a Szentföldön is.
A Szentszék újjászervezte az inkvizíció intézményének tevékenységét (1542) és létrehozta az Index Kongregációt (1571). E két szervben, valamint magában az Apostoli Palotában is számos domonkos működött.
1580-ban a rendi növendékek oktatására XIII. Gergely pápa megalapította az Aquinói Szent Tamás Pápai Egyetemet.

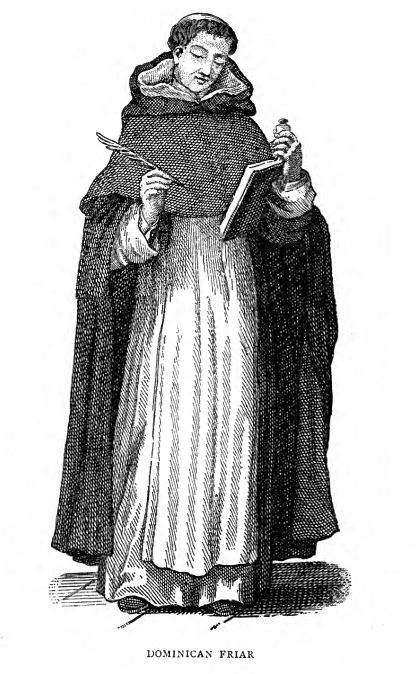
Domonkos szerzetes ábrázolása a 19–20. század fordulóján

A 16. században visszaszorultak az ellenreformáció égisze alatt létrejött új rend, a jezsuiták tevékenysége mellett.
Girolamo Savonarola és Giordano Bruno, – akiket kivégeztek, – továbbá Bartolomé de las Casas (az indiánok védője) is a rendből kerültek ki.
A 17–18. század folyamán a rendtagok száma elérte a 30 ezret. A francia forradalom és a modern kor viszont feloszlatásokat hozott magával. Latin-Amerika országainak függetlenedése a rendek megszüntetését is hozta.
A 19. századtól hatalmas fejlődés indult a domonkos nővérek közösségeiben, akik tanítással, ápolással és sokféle jótékonysági munkával foglalkoztak.

### 20–21. század
A rend élén áll a magister generalis, akit 12 évre választanak, a tartományok élén áll a provinciális, az egyes rendházak feje a perjel, akit szintén választanak.
Rendtagok száma
- 1950-ben a férfi rendtagok szám kb. 8000 fő,[17]
- 1984-ben kb. 7000 fő szerzetes volt, 83 országban, öt világrészen.[14]
- 2000-ben 6371 szerzetes volt, köztük 4768 pap.[17]
- 2021-ben 5545 szerzetes volt, köztük 4147 pap.[17]

## Magyarországon

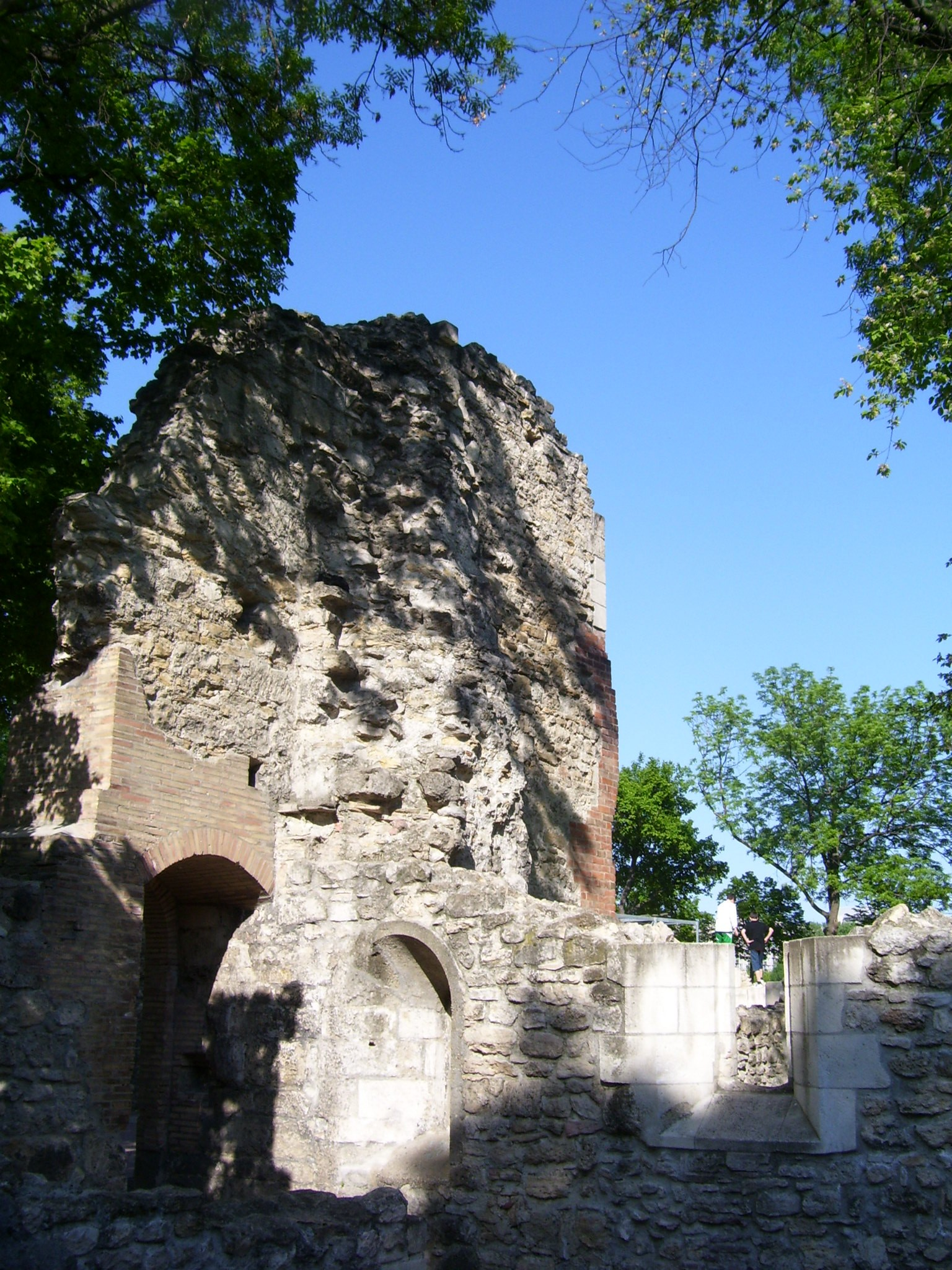
Szent Domonkos kolostor romjai – Budapest, Margit-sziget

1221-ben maga Domonkos küldte az első, a rendből kikerülő szerzeteseket magyar földre.
Az országban ez évben Boldog Magyar Pál alapította meg a Domonkos-rendtartományt.
Az első kolostorokat Győrben (1225), Esztergomban (1225), Székesfehérvárott (1230 körül), Pécsett (1238) és Budán építették fel.
Feladatuk a kunok megtérítése volt, de vállalkoztak az ősmagyarok felkutatására is. 1231 körül Ottó, majd visszatérése után Julianus barát.
A tatárjárás után az újjászülető országban sorra születtek a rend közösségei: Beszterce, Eger, Gyulafehérvár, Kassa, Kolozsvár, Marosvásárhely, Szeben, Szeged, Székesfehérvár, Temesvár, Vasvár, Verőce, Veszprém városaiban. Míg a rend központja a budavári Szent Miklós-kolostor lett. A rend 1244-ben és 1273-ban Budán tartotta a nagykáptalanát.
A rend női ágának volt a tagja és a Nyulak szigeti (Margit-sziget) kolostorában élt IV. Béla király lánya, Szent Margit. Ekkortájt a Margit-szigeti mellett igen nevezetesek voltak a székesfehérvári és nagyszombati kolostorok.
A 15. század elején kb. ötven domonkos kolostor létezett az országban. A rend virágzásának a török hódítások, illetve a reformáció vetett véget. 1569-ben megszűnt a magyar domonkos provincia.
A 17. század vége felé, 1670-ben Szombathelyen, majd pár év múlva Sopronban, 1700-ban pedig Pesten telepedtek meg újra.
A 20. század elején öt konventje volt hazánkban (Budapest, Szombathely, Sopron, Vasvár, Kassa). Gyulán 1948-ban kezdték meg egy kolostor építését. Az 1950-es felosztásukkor a rendtagjaik száma száz fő körül alakult.
1989-es újraalapításukkor a budapesti konvent lett a magyar provincia székhelye.

## Nevezetes domonkosok
- Albertus Magnus (ca. 1200–1280)

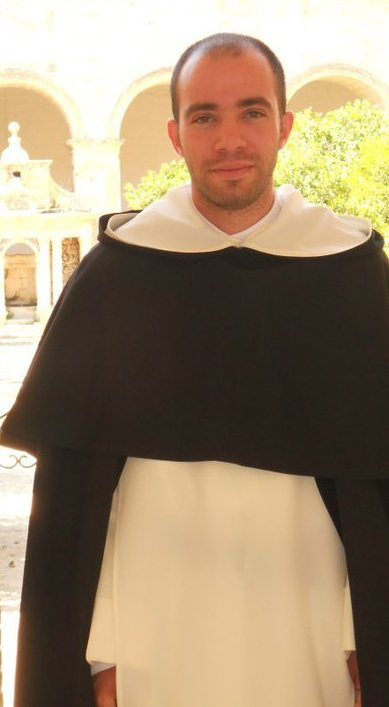
Fiatal domonkos szerzetes napjainkban

- Bartolomé de Las Casas (1484 v. 1485–1566)
- XI. Benedek (1240–1304)
- XIII. Benedek (1649–1730)
- Bernard Gui (ca. 1261–1331)
- Christoph Kardinal Schönborn (* 1945)
- Dietrich von Freiberg (ca. 1240–1320)
- Domonkos (rendalapító) (ca. 1170–1221)
- Eckhart mester (ca. 1260–1328)
- Edward Schillebeeckx (1914–2009)
- Fra Angelico (ca. 1400–1450)
- Giordano Bruno (1548–1600)
- Girolamo Savonarola (1452–1498)
- Heinrich Seuse (ca. 1295–1366)
- V. Ince (1225–1276)
- Johannes Tauler (ca. 1300–1361)[21]
- Johann Tetzel (ca. 1460–1519)
- Szienai Katalin (1347–1380)
- Tomás de Torquemada (1420–1498)
- Tommaso Campanella (1568–1639)
- Yves Congar (1904–1995)